# بيت فان فورن
بيت فان فورن (بالإنجليزية: Piet van Vuuren) (6 فبراير 1931 – 2008) هو ملاكم جنوب أفريقي راحل، مثّل بلاده في الألعاب الأولمبية الصيفية 1956.

## روابط خارجية
بيت فان فورن على موقع أوليمبيديا (الإنجليزية)
- بيت فان فورن على موقع اتحاد ألعاب الكومنولث (مؤرشف) (الإنجليزية)